# Airbus A319 MPA
O Airbus A319 MPA ( Maritime Patrol Aircraft , em espanhol : aeronaves de patrulha marítima ) é uma versão militar derivada do avião de passageiros civis Airbus A319 para uso em patrulha marítima . O A320 Original MPA foi proposto pela primeira vez em 2002, também em resposta a um programa alemão para substituir sua antiga Patrulha Marítima Aircraft ATL1 chamado de substituição (MPA-R) para que a Itália se juntou logo depois. O programa envolveu a aquisição de 24 unidades, o que tornou economicamente viável.
A proposta manteve as mudanças no mínimo, incluindo um contêiner para armas e equipamentos com armas
Atualmente, está em desenvolvimento pela Airbus Military para competir contra o Poseidon Boeing P-8 , aeronave derivada do Boeing 737 , fabricado nos Estados Unidos .

## Especificações

### Características gerais
- Tripulação: 2 pilotos + 8 *operadores de missão
- Comprimento: 36 m
- Diâmetro do rotor principal : 3,9 m
- Largura: 34,1 m
- Altura: 11,9 m
- Peso vazio: 58.500 kg
- Peso máximo de decolagem : 75.500 kg
- Powerplant: .
- Performance

### Desenvolvimentos relacionados
- Airbus A319

### Aeronaves semelhantes
- Boeing P-8 Poseidon
- Kawasaki P-1

### Sequencias de designação
Avião militar da Airbus :
- MPA A319
- A310 MRTT
- A330 MRTT
- A400M

## Ligações externos
- Página oficial del Airbus A319 MPA en Airbus Military.com (em inglês)
- Información del Airbus A319 Maritime Patrol Aircraft en Naval-Technology.com (em inglês)
- A319 MPA - A319 de Patrulla Marítima (em espanhol)